# Spanheim
Sponheim (Spanheim), njemačka plemićka obitelj čiji su članovi u 12.stoljeću bili istarski markgrofovi. 
Potječu iz porajnske Franačke, iz područja oko rijeke Nahe i grada Kreuznacha kraj Koblenza. Engelbert II. bio je istarski markgrof 1112. – 1124. i vojvoda, odnosno knez Koruške 1122. – 1134. Bio je oženjen Uttom, nasljednicom grofa od Passaua i Kraidorfa, Marquardsteina i Beuerna. 
U Istri su vlast uime grofova Sponheim obnašali njihovi upravitelji, koji su u prvom redu bili zaduženi za sudbenu vlast. Kratko vrijeme između Burhard Spanheima i Engelbert II. Spanheim, markgrofovi istarski bili su grofovi od Weimar-Orlamünde, Popon II. i njegov sin Ulrik II.
Markgrof je od 1124. bio Engelbert III. Kada je 1173. umro bez muških potomaka, naslov istarskih markgrofova, zahvaljujući rodbinskim vezama, naslijedila je obitelj Andech-Meranski.
Porodica se kasnije dijeli na nekoliko linija.

## Popis istarskih markgrofova porodice Sponheim
- Engelbert I. Spanheim (1090. – 1096.)
- Burhard Spanheim, vojvoda istarski (1093. – 1101.)
- Engelbert II. Spanheim, vojvoda koruški (1107. – 1124.)
- Engelbert III. Spanheim, vojvoda istarski (1124. – 1173.)